# Alien 3
Alien 3 (sau Alien³) sau Planeta condamnaților este un film de groază științifico-fantastic din 1992, al treilea din franciza Alien. Filmul este regizat de David Fincher (debut regizoral) și succede filmului Alien regizat de Ridley Scott și Aliens regizat de James Cameron. Filmul a fost nominalizat la Premiul Oscar pentru cele mai bune efecte vizuale.

## Povestea
Din cauza unui incendiu la bordul navei Sulaco, un pod de evacuare este eliberat. Acesta se prăbușește peste rafinăria-închisoare de pe planeta Fiorina „Fury” 161. Aceasta este o planetă ciudată, colonie de pușcăriași care a fost infestată de păduchi. Ofițerul Ripley este singura supraviețuitoare a prăbușirii, ea însăși un oaspete nedorit în această lume de bărbați. Fără știrea ei, un ou extraterestru se afla la bordul navei. Creatura se naște în închisoarea de pe planetă și începe un măcel. Mai târziu, Ripley descoperă că există și o regină extraterestră care crește în pântecele ei. După oribile crime, cea care poartă larva monstrului se sinucide aruncându-se într-un cuptor de metal incandescent.

## Producție
Scenariul filmului a impus ca toți actorii să se radă în cap. Filmările au avut loc în Marea Britanie, la studiourile Pinewood, în cele șapte platouri ale acestuia. În Platoul 007 (botezat așa pentru că aici s-au filmat multe filme din seria Agentul 007) s-au turnat numeroase scene, printre care și cea cu imensul cuptor în care se aruncă eroina principală.

## Actori
- Sigourney Weaver-Ellen Ripley
- Charles S.Dutton -Dillon
- Charles Dance-Clemens
- Brian Glover-Andrews
- Ralph Brown-Aaron
- Danny Webb-Morse
- Christopher John Fields-Rains
- Holt McCallany-Junior
- Lance Henriksen-Bishop 2
- Christopher Fairbank-Murphy
- Carl Chase-Frank
- Leon Herbert-Boggs
- Vicenzo Nicoli-Jude
- Pete Poltlelhwaite-David
- Paul Brennen-Troy
- Clive Mantle-William
- Peter Guiness-Gregor
- Deobia Oparei-Arthur
- Philip Davis-Kevin
- Niall Buggy-Eric
- Hi Ching-Company man
- Danielle Edmond-Newt